# Britney: For the Record
《Britney: For the Record》(브리트니: 포 더 레코드)는 2008년 방영한 다큐멘터리 영화이다. 미국의 가수 브리트니 스피어스가 주인공이다. DVD로도 발매되었다.